# Districte de Central Otago
El districte de Central Otago està situat a la regió d'Otago de Nova Zelanda, dins la seva Illa del Sud. La zona anomenada simplement Central Otago comprèn no només el districte de Central Otago sinó també el districte de Queenstown-Lakes, a l'oest.
Té uns 16.647 habitants (cens de 2006). És un lloc turístic centrat en les poblacions de Queenstown i Wanaka. L'economia està centrada en la cria d'ovelles, de cérvols i de la vinya (varietats Pinot noir i Riesling).
Fa 9.959,24 km de llargada i està dominada pels Alps de Nova Zelanda i travessada pel riu Clutha. L'altiplà de Maniototo, situat entre el curs superior del riu Taieri i un afluent septentrional del Clutha, el Manuherikia.
El districte està caracteritzat pels hiverns freds (la zona ha enregistrat la temperatura més baixa de Nova Zelanda) i els estius càlids i secs.